# LYZL6
LYZL6 (англ. Lysozyme like 6) – білок, який кодується однойменним геном, розташованим у людей на 17-й хромосомі. Довжина поліпептидного ланцюга білка становить 148 амінокислот, а молекулярна маса — 16 956.
| 10         |  | 20         |  | 30         |  | 40         |  | 50         |
| ---------- |  | ---------- |  | ---------- |  | ---------- |  | ---------- |
| MTKALLIYLV |  | SSFLALNQAS |  | LISRCDLAQV |  | LQLEDLDGFE |  | GYSLSDWLCL |
| AFVESKFNIS |  | KINENADGSF |  | DYGLFQINSH |  | YWCNDYKSYS |  | ENLCHVDCQD |
| LLNPNLLAGI |  | HCAKRIVSGA |  | RGMNNWVEWR |  | LHCSGRPLFY |  | WLTGCRLR   |

A: Аланін

C: Цистеїн

D: Аспарагінова кислота

E: Глутамінова кислота

F: Фенілаланін

G: Гліцин

H: Гістидин

I: Ізолейцин

K: Лізин

L: Лейцин

M: Метіонін

N: Аспарагін

P: Пролін

Q: Глутамін

R: Аргінін

S: Серин

T: Треонін

V: Валін

W: Триптофан

Кодований геном білок за функціями належить до гідролаз, глікозидаз, антимікробних білків, бактеріолітичних ферментів. 
Задіяний у такому біологічному процесі, як запліднення. 
Локалізований у клітинних відростках.
Також секретований назовні.